# Castelo de Yengejeh
O Castelo de Yengejeh (em persa: قلعه ینگجه) é um castelo histórico localizado no condado de Ardabil, na província de Ardabil, no Irão. A longevidade desta fortaleza remonta ao Império Seljúcida.